# Alfio Rosario Natale
Alfio Rosario Natale (Mongiuffi Melia, 18 giugno 1912 – Bergamo, 16 luglio 1996) è stato uno storico, archivista e paleografo italiano, Soprintendente archivistico della Lombardia tra il 1954 e il 1956, fu poi direttore dell'Archivio di Stato di Milano tra il 1956 e il 1974.
Natale si segnalò principalmente come prosecutore dell'opera di ristrutturazione del Palazzo del Senato e di rilancio dell'Archivio di Stato di Milano presso l'élite intellettuale nazionale ed internazionale.

## Biografia

### Carriera presso l'ASMi e la Statale
Alfio Rosario Natale nacque a Mongiuffi Melia (Messina) da Cateno e da Sebastiana Curcunuto, maestra elementare, sposò Agata Brunetto con cui ebbe una figlia, Sebastiana Natale. Profondamente innamorato della cultura umanistica, Natale entrò nell'amministrazione archivistica a partire dal 1932, prestando servizio presso l'Archivio di Stato di Milano. Laureatosi in lettere a pieni voti presso la Cattolica di Milano (ebbe come relatore Giovanni Soranzo) e preso il diploma presso la Scuola di archivistica, paleografia e diplomatica nel 1934, nel 1938 fu archivista in prova, per diventare il 1º febbraio 1940 primo archivista sempre presso l'Archivio meneghino. Segretario del direttore Vittani, fu assistente presso la Scuola di Archivistica, Paleografia e Diplomatica fin dal 1932, subentrando alla titolarità della cattedra dopo che Cesare Manaresi passò alla carriera accademica presso la Statale e mantenendo la cattedra delle due ultime materie anche quando divenne poi direttore. Stimato anche dal nuovo direttore Guido Manganelli, Natale fu chiamato più volte ad insegnare, quale assistente volontario, Storia Medievale e Moderna su invito dell'ordinario Federico Chabod alla Statale; mentre padre Agostino Gemelli lo invitò quale titolare delle cattedre di bibliografia e biblioteconomia prima, e di paleografia e diplomatica poi, alla Cattolica. A fianco dell'attività accademica universitaria, Natale aiutò, quale archivista dell'ASMi, nella riorganizzazione e ricollocazione dei fondi archivistici trasportati in Brianza da Manganelli per evitare che venissero distrutti dai bombardamenti della guerra. Dal 1954 al 24 luglio 1956 fu Soprintendente archivistico a Milano (carica antesignana della Soprintendenza archivistica e bibliografica), per poi diventare Direttore dell'Archivio di Stato di Milano dal 14 aprile 1956 fino al 1º giugno 1974, quando andò ad insegnare archivistica all'Università degli Studi di Milano.

### Direttore dell'Archivio di Stato di Milano

#### L'attività istituzionale
(Piano, p. 325)
Uno dei principali intenti di Natale quando fu insediato come direttore dell'ASMi fu quello, oltre a portare a compimento i lavori di ristrutturazione e modernamento avviati dal predecessore Guido Manganelli dopo la Seconda guerra mondiale, di avviare un centro di studi legato all'Istituto, nel tentativo di vitalizzare l'attività dell'archivio e di farlo conoscere alla città di Milano e agli studiosi stranieri. Fu così che nacque il Centro culturale dell'Archivio di Stato, che aprì i battenti nel 1957 e che rimase attivo per alcuni anni, pubblicando diversi lavori. In qualità di direttore, tra il 1963 e il 1968 si prodigò per la pubblicazione e l'edizione critica delle pergamene del Museo Diplomatico, giungendo fino all'anno 900 e per la quale ricevette la benemerenza dalla Provincia di Milano nel 1971. L'edizione critica, uscita nel 1970, comprende i primi 163 documenti dello stesso Museo, analizzati non soltanto dal punto di vista strettamente archivistico, ma catalogati e redatti secondo la moderna dottrina paleografica e diplomatica. Fu inoltre Natale a premere perché i documenti archivistici custoditi nell'ASMi fossero meglio tutelati da eventuali e futuri disastri attraverso l'istituzione del servizio di fotoriproduzione e dei microfilm.

#### Il suo contributo alla paleografia e alla diplomatica
Come si può evincere dalle numerose opere di paleografia e di diplomatica sotto riportate, Alfio Rosario Natale ebbe un'importanza notevole nel consolidamento e nello studio di entrambe le discipline: nella prima sottolineando la necessità della comparazione fra le singole lettere di un documento; nella seconda, studiando la sfragistica, l'inchiostro usato e i vari formulari. Attraverso la piena padronanza di ambo le discipline, Natale poté ricostruire la storia nazionale, in particolare quella del Ducato di Milano da Gian Galeazzo Visconti fino a Ludovico il Moro, passando attraverso la breve ma intensa esperienza dell'Aurea Repubblica Ambrosiana (1447-1450).

### La docenza all'Università degli Studi di Milano e gli ultimi anni
Dopo essere andato in pensione anche dall'attività universitaria, Natale continuò comunque ad insegnare Archivistica presso la Scuola superiore di specializzazione di Archivistica, Biblioteconomia, Diplomatica e Paleografia "Cesare Manaresi" sempre presso l'Università Statale di Milano, dedicandosi al contempo agli amati studi storici. Morì a Bergamo il 16 luglio 1996, mentre era intento a curare l'edizione diplomatica del Codice Trivulziano 1080 riportante la Commedia dantesca nella lezione di Francesco di ser Nardo da Barberino del 1337. Le sue spoglie trovarono sepoltura al Cimitero Maggiore di Milano, nel quartiere Musocco.

## Opere
Della vastissima produzione scientifica di Natale si è scelto un repertorio che può essere recuperato integralmente sul Sistema Bibliotecario Nazionale:
- Alfio Rosario Natale, La Lega Italica e gli inizii della lotta di Francesco Sforza contro l'egemonia di Luigi XI in Italia, in Atti e memorie del Primo Congresso Storico Lombardo (Como-Varese, 1936), Milano, Tipografia Antonio Cordani S.A., 1937, SBN NAP0384577.
- Alfio Rosario Natale, Le relazioni tra il Ducato di Milano e il Regno del Portogallo nel Rinascimento, in Archivio Storico Lombardo, n. 1-4, dicembre 1941, SBN RAV2014198.
- Alfio Rosario Natale, Falsificazioni e cultura storica e diplomatistica in pergamene santambrosiane del principio del secolo XIII, in Atti della Reale Accademia delle Scienze di Torino, vol. 1, Milano, Casa del Manzoni, dicembre 1949, SBN MIL0448354.
- Alfio Rosario Natale, Il museo diplomatico dell'archivio di stato di Milano, in Notizie degli Archivi di Stato, vol. 1, Milano, Tip. U. Allegretti di Campi, gennaio-marzo [1942], 1950, SBN TER0007207.
- Alfio Rosario Natale, Studi paleografici: arte e imitazione della scrittura insulare in codici bobbiesi, Milano, Edizioni del Capricorno, 1950, SBN NAP0028172.
- Alfio Rosario Natale, Il museo diplomatico dell'archivio di stato di Milano, in Notizie degli Archivi di Stato, vol. 1, Milano, Tip. U. Allegretti di Campi, gennaio-marzo [1942], 1950, SBN TER0007207.
- Alfio Rosario Natale, Il codice di Eugyppius (Paris, B.N., N.A. Lat. 1575) e l'influenza italiana nello scriptorium di Tours durante la prima metà del secolo VIII, Milano, Edizioni Esa, 1950, SBN RMS1894439.
- Alfio Rosario Natale, Un nuovo codice umanistico di Tibullo: (nota paleografica), in Aevum, vol. 24, n. 5, Milano, Tip. U. Allegretti di Campi, settembre-ottobre 1950,  pp. 486-494, SBN TER0007207.
- (IT, LA) Alfio Rosario Natale, Influenze merovingiche e studi calligrafici nello scriptorium di Bobbio: secoli VII-IX, in Fontes Ambrosiani, vol. 2, n. 5, Milano, Biblioteca Ambrosiana, 1951,  pp. 209-252, SBN UMC0089685.
- Alfio Rosario Natale, Marginalia: la scrittura della glossa dal V al IX. secolo (nota paleografica), in Studi in onore di Carlo Castiglioni: prefetto dell'Ambrosiana, Milano, Giuffrè, 1957,  pp. 616-630, SBN CAG0922493.
- Alfio Rosario Natale, Ludwig Traube e la nuova metodologia paleografica, Milano, Tip. Allegretti, 1957, SBN MIL0331265.
- Alfio Rosario Natale, La gratia visconteo-sforzesca, in Rendiconti / Istituto lombardo, Accademia di scienze e lettere, Classe di lettere, vol. 95, Milano, Istituto lombardo di scienze e lettere, 1961,  pp. 202-230, SBN UFI0394908.
- Alfio Rosario Natale, I diari di Cicco Simonetta, Milano, per i tipi dell'editore Giuffre, 1962, SBN MIL0180147.
- Alfio Rosario Natale (a cura di), Acta in Consilio secreto in castello Portae Jovis Mediolani, Milano, Giuffrè, 1962-1969, SBN MIL0105251.
- Alfio Rosario Natale, Stilus cancellariae: formulario visconteo-sforzesco, Milano, per i tipi dell'editore dott. Antonino Giuffré, 1965, SBN RAV1990472.
- Alfio Rosario Natale, L'Archivio generale del Fondo di religione dello Stato di Milano: note e documenti, Milano, Casa del Manzoni, 1969, SBN MIL0256879., ristampato poi nel 1974 ne Id., L'Archivio di Stato di Milano
- Alfio Rosario Natale, L'Archivio di Stato di Milano: avviamento scolastico alle ricerche storiche, in Lezioni di Archivistica, vol. 2, Milano, Cisalpino-Goliardica, 1974, SBN CSA0047287.
- Alfio Rosario Natale (a cura di), Archivi e archivisti milanesi, 2 voll., Milano, Cisalpino-Goliardica, 1975, SBN SBL0021030.
- Alfio Rosario Natale (a cura di), L'Archivio di Stato di Milano - Guide e Cronache dell'Ottocento, vol. 1, Milano, Cisalpino-Goliardica, 1976, SBN SBL0022141.
- Alfio Rosario Natale, Archivi milanesi del trecento, in Acme - Annali della Facoltà di Lettere e Filosofia dell'Università degli Studi di Milano, vol. 29, n. 3, Linate, Centro Grafico Linate, 1976,  pp. 264-285, SBN USM1746764.
- Alfio Rosario Natale, La ricerca della ‘verità storica’ e la scoperta degli archivi durante l’Illuminismo in Lombardia, in Ricerca scientifica ed educazione permanente, vol. 1, 1977, SBN LO11292124.
- Alfio Rosario Natale, L’Archivio di Stato di Milano, a cura di Piero D'Angiolini e Claudio Pavone, collana Guida generale agli Archivi di Stato, II, Roma, Ministero per i Beni Culturali e Ambientali, Ufficio Centrale per i Beni Archivistici, 1983,  pp. 887-991, SBN TO00105187.
- Alfio Rosario Natale (a cura di), Acta libertatis Mediolani : i registri n. 5 e n. 6 dell'archivio dell'Ufficio degli statuti di Milano (Repubblica ambrosiana 1447-1450), collana Guida generale agli Archivi di Stato, Milano, Camera di commercio industria artigianato e agricoltura, 1987, SBN CFI0061761.